# 卓敏
卓敏，中华人民共和国教育部长江学者讲座教授，多伦多大学教授，曾任复旦大学教授，主要从事生物学方面的研究工作。卓敏曾在斯坦福大学、哥伦比亚大学从事博士后研究工作。